# Philippe Chaslin
Philippe Chaslin, né le 14 février 1857 et décédé le 26 juillet 1923 est un aliéniste français et psychiatre, il va décrire la "folie discordante" synonyme de schizophrénie.

## Carrière
Aliéniste à l'Hôpital de la Salpêtrière, grand spécialiste de la nosologie française et allemande, on lui doit notamment la description et l'étude de la confusion mentale. Il fut un des premiers à s'opposer vigoureusement à la théorie alors en vogue de la dégénérescence dans l'étiologie des troubles mentaux.
Sa carrière débute en 1887 à l'hôpital Bicêtre, puis à partir de 1910 à la Salpêtrière jusqu'en 1922,.
En 1917 il devient président de la Société médico-psychologique.

## Travaux sur la schizophrénie
Il fait de la non-congruence un des symptômes majeurs de la schizophrénie.